# Kloster Kanalon
Das Kloster Kanalon (griechisch Ιερά Σταυροπηγιακή Μονή των Κανάλων Iera Stavropigiaki Moni ton Kanalon) ist im Olymp-Massiv, im Nordosten der griechischen Region Thessalien gelegen. Es handelt sich um ein Stauropegion, ist also direkt dem Patriarchen von Konstantinopel (Istanbul) unterstellt. Vor den Klöstern Ephraim, Agia Triada, Sparmoy und Agios Dionysios ist es das älteste Kloster der Olymp-Region. 

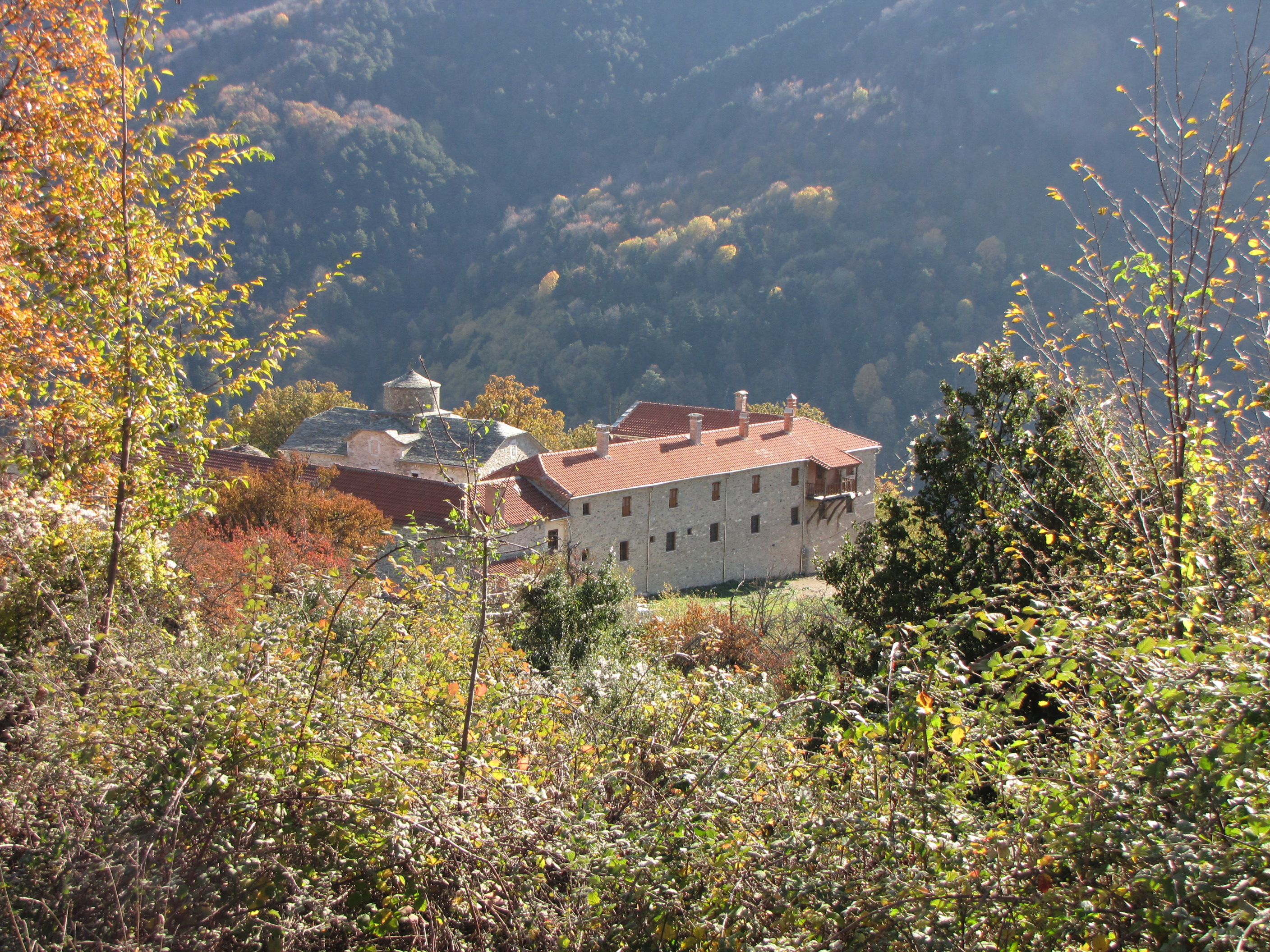
Kloster Kanalon

## Lage
Das Kloster liegt an der Straße, die Leptokarya mit Karya verbindet, oberhalb des Flusses Ziliana. Die Entfernung nach Leptokarya beträgt 18 km, die Entfernung (Luftlinie) zum antiken Leibethra beträgt 7 km.

## Name
Der Name des Klosters Kanalon bezieht sich auf vier Wildbäche in der näheren Umgebung, die als kanalia (κανάλια) für Kanäle bezeichnet werden.

## Geschichte

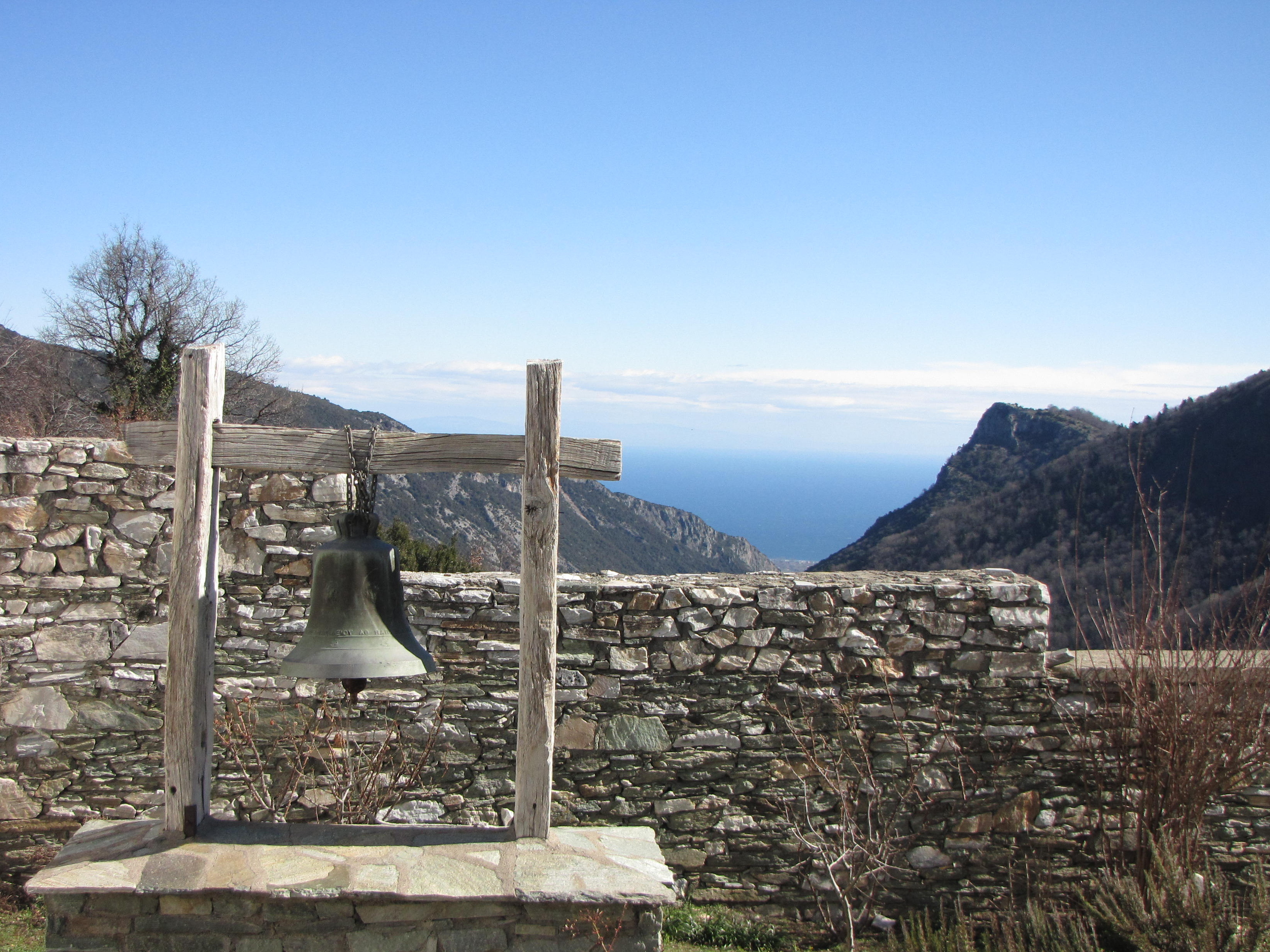
Glocke im Kloster

Im Jahr 1055 haben die Mönche Damianos und Joakim diesen Ort gewählt, um ein Kloster zu bauen und es der Geburt der heiligen Mutter Gottes zu widmen. Der französische Archäologe Léon Heuzey datierte die Gründung des Klosters auf das 10. Jahrhundert. Es liegt rund 820 m hoch und ist von Wald umgeben. Über die ersten Jahrhunderte der Existenz gibt es keine Aufzeichnungen. Eine Inschrift aus dem Jahr 1638 ist der älteste erhaltene Hinweis, der existiert. Damals wurden die Fresken in der Kapelle der Allerheiligen gemalt. Die Anlage bestand damals weiterhin aus dem Refektorium und dem Katholikon. 1681 kam eine Kapelle hinzu, die dem Heiligen Dimitrios gewidmet wurde. Der Westflügel, in dem sich heute die Zellen der Bewohnerinnen befinden, wurde erst später erbaut.
Die Blütezeit des Klosters lag im 17. Jahrhundert. Im 19. Jahrhundert hatte es schwere Zeiten zu überstehen. Es wurde überfallen und geplündert. 1881 stürzte das Katholikon aus unbekannten Gründen ein. Ein erster Versuch die Kirche nach Plänen des Architekten Stamatis wieder aufzubauen schlug fehl. Sie stürzte wieder ein. Zwei Jahre später wurde sie nach Plänen des Architekten Efthymios Milios auf den alten Fundamenten wieder errichtet. Im Jahr 1930 verließen die letzten Mönche das Kloster. Es wurde aufgegeben und begann zu zerfallen. Erst im Jahr 2001 wurde das Kloster wieder von Nonnen bezogen.

## Gegenwart

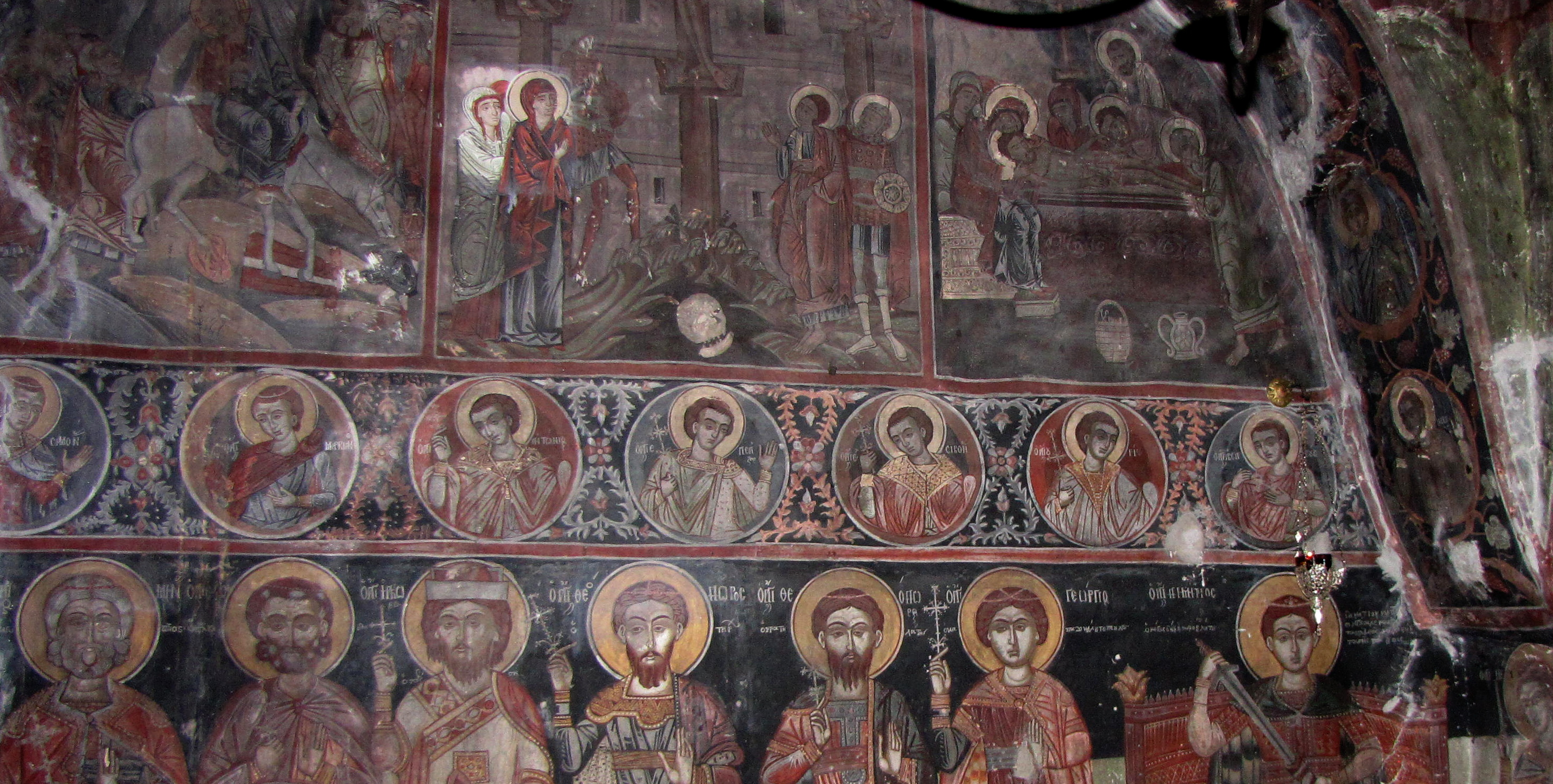
Bemalung der Kapelle des Heiligen Dimitrios aus dem Jahr 1638

Das Kloster ist dauerhaft von Nonnen bewohnt. Die Renovierungsarbeiten sind weitgehend abgeschlossen, die Malereien in der Kapelle des Heiligen Dimitrios sollen restauriert werden (Stand Oktober 2018).